# Homalanthus
Homalanthus är ett släkte av törelväxter som ingår i familjen Euphorbiaceae, och beskrevs 1824 av Adrien-Henri de Jussieu. Det placeras som enda släktet i undertribus Carumbiinae. Släktet förekommer på fastlandet i Sydostasien, i Malesien, Papuasien, norra och östra Australien och på flera Stillahavsöar.
När namnet publicerades stavades det Omalanthus. Eftersom namnet kommer från det antika grekiska ordet homalos, som betyder "slät" och anthos, som betyder "blomma", var denna ursprungliga stavning oförenlig med de allmänna grekiska translitterationsreglerna, och många senare författare ändrade därför stavningen till Homalanthus. Enligt International Code of Nomenclature for algae, fungi, and plants har Homalanthus nu företräde mot den ursprungliga Omalanthus.

## Arter
Arter enligt Catalogue of Life:
- Homalanthus acuminatus
- Homalanthus arfakiensis
- Homalanthus caloneurus
- Homalanthus ebracteatua
- Homalanthus fastuosus
- Homalanthus giganteus
- Homalanthus grandifolius
- Homalanthus longipes
- Homalanthus longistylus
- Homalanthus macradenius
- Homalanthus nervosus
- Homalanthus novoguineensis
- Homalanthus nutans
- Homalanthus polyadenius
- Homalanthus polyandrus
- Homalanthus populifolius
- Homalanthus populneus
- Homalanthus remotus
- Homalanthus repandus
- Homalanthus schlechteri
- Homalanthus stillingifolius
- Homalanthus stokesii
- Homalanthus trivalvis

## Bildgalleri

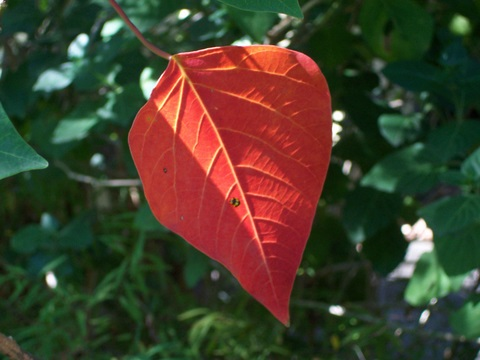
Homalanthus nutans
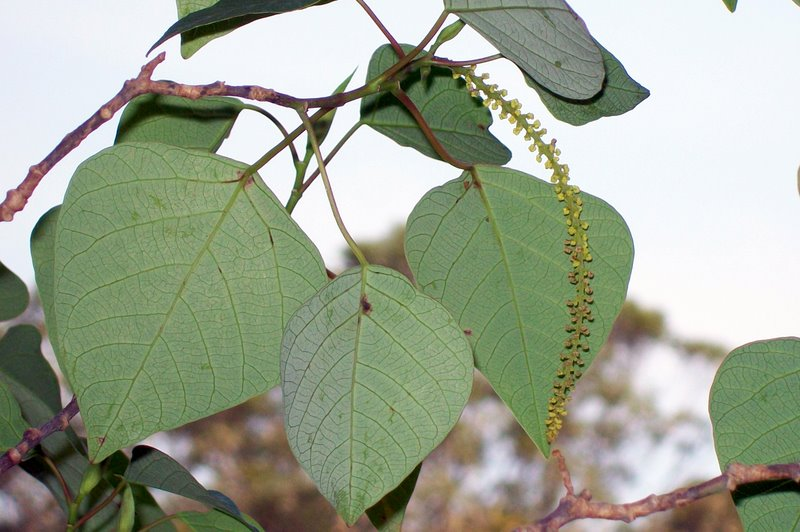
Homalanthus nutans
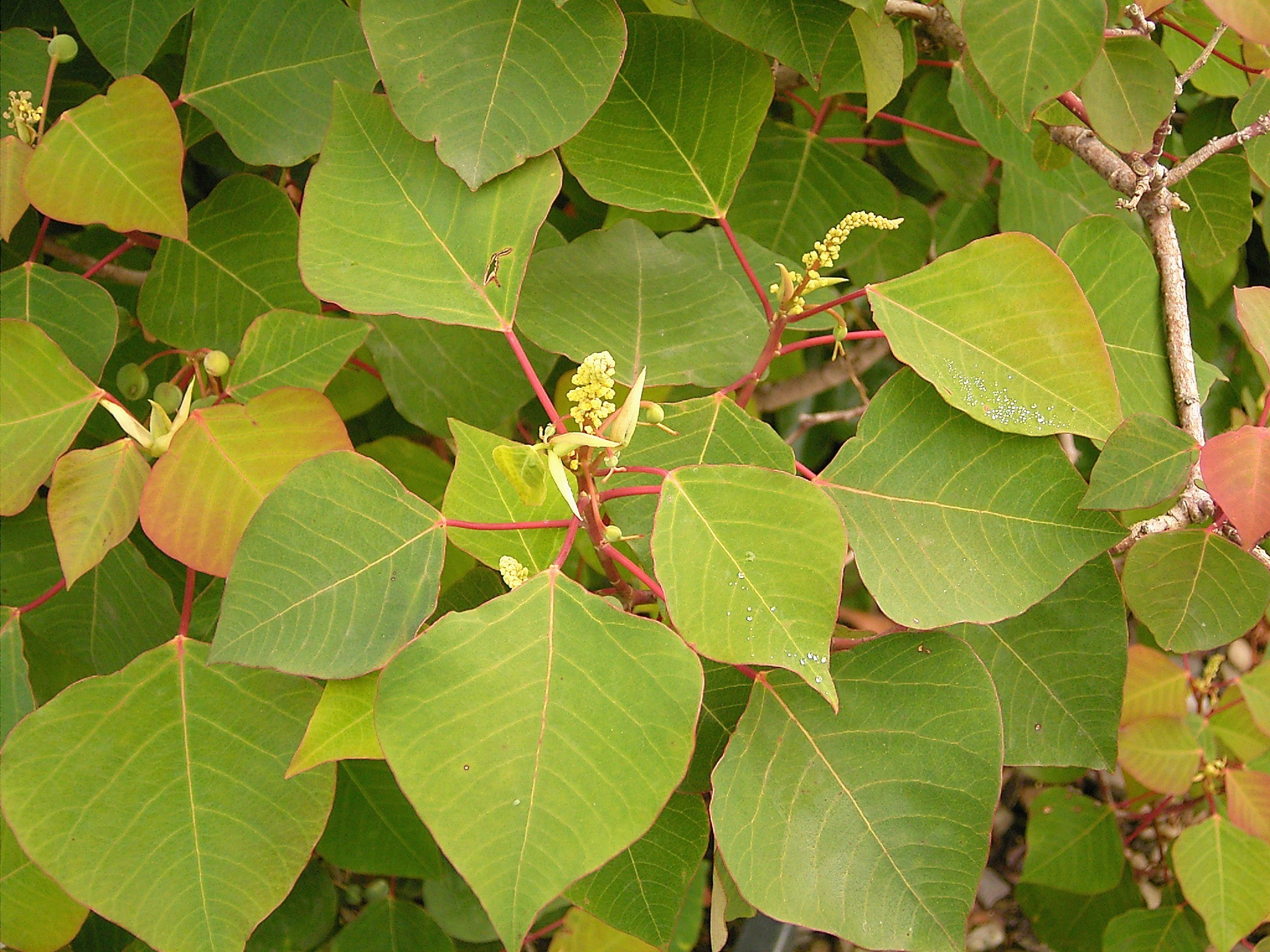
Homalanthus populifolius